# ALONE (D-SHADEの曲)
「ALONE」（アローン）は、日本のヴィジュアル系ロックバンド、D-SHADEのインディーズ1枚目、メジャー6枚目のシングル。
2021年、ドラムのYUJIが自身のYouTubeチャンネルでセルフカバーを配信。

## 解説
- フジテレビ系ドラマ『小市民ケーン』主題歌
- メジャー版は1stシングル「ALONE」のリメイク

## 収録曲
1. ALONE
作詞:D-SHADE、作曲:KEN、編曲:D-SHADE
2. still
作詞:D-SHADE、作曲:KEN、編曲:D-SHADE

## 収録アルバム
- ベスト『ZERO 〜 Single Collection 〜』（2000年5月31日）